# Grabowski IX Hrabia

Grabowski IX Hrabia

Grabowski IX Hrabia (Grabowski-Gecendorf, Goetzendorf Grabowski, Zbiświcz odmienny) – polski herb hrabiowski, udostojniony herb Zbiświcz.

## Opis herbu
Opis z wykorzystaniem zasad blazonowania, zaproponowanych przez Alfreda Znamierowskiego:
Tarcza dzielone w krzyż, z tarczą sercową. W polu I, błękitnym, półksiężyc na opak, złoty, z takąż gwiazdą w środku, z takimż krzyżem na barku, którego górne trzy ramiona dodatkowo przekrzyżowane (Korybut); w polu II, czerwonym, trzy kotwice srebrne, 2 i 1 (Turno); w polu III, czerwonym, sześć lilii srebrnych w dwóch rzędach w skos lewy (Wierzbna); w polu IV, czerwonym, nałęczka srebrna (Nałęcz), w tarczy sercowej, w polu błękitnym, miecz na opak srebrny, na którym półksiężyc złoty; nad rogami półksiężyca i nad ostrzem miecza po jednej takiejż gwieździe (Zbiświcz odm.). Bezpośrednio nad tarczą korona hrabiowska, z której klejnot: miecz srebrny na opak z księżycem na pięciu piórach strusich, dwa złote między trzema błękitnymi.

## Najwcześniejsze wzmianki
Herb przytaczany przez Ostrowskiego (Księga herbowa rodów polskich jako odpowiednio Grabowski-Gecendorf IX), Nowego Siebmachera, a także Ledebura (Adelslexikon der preussiche Monarchie von...). Nadany z pruskim tytułem hrabiowskim Józefowi Ignacemu Tadeuszowi Goetzendorf-Grabowskiemu oraz Józefowi Grabowskiemu herbu Zbiświcz w 1840. Linia ta wygasła w 1900, wraz ze śmiercią syna Józefa Tadeusza, Edwarda.

## Herbowni
Grabowski-Goetzendorf (von Gőtzendorff, Gecendorf).
Istniało wiele innych rodzin o nazwisku Grabowski, w tym na Kaszubach jeszcze dwie, herbu Grabowski VI oraz herbu Grabowski IV, nie licząc przedstawicieli rodu używających zwykłego Zbiświcza. Pełna lista herbów Grabowskich dostępna w artykule Grabowski IV.